# مانويل أدوغار
مانويل أدوغار (بالإسبانية: Manuel Andújar)‏ هو كاتب وشاعر إسباني، ولد في 4 يناير 1913 في لا كارولينا في إسبانيا، وتوفي في 14 أبريل 1994 في مدريد في إسبانيا.